# Karmni Grima
Karmni Grima (ur. 2 lutego 1838 w Għarb, zm. 25 maja 1922 na Gozo) – maltańska mistyczka, apostołka kultu Matki Bożej z Ta’ Pinu.

## Życiorys
Urodziła się w wiosce Għarb na wyspie Gozo. Jej rodzice, Thomas i Antonia (z domu Apap), byli biednymi robotnikami pracującymi na polach na wzgórzach Għammar. Kobieta zajmowała się pracą w polu i tkactwem.
Codziennie po mszy w kaplicy Najświętszej Maryi Panny szła do pracy w polu. 22 czerwca 1883, gdy przechodziła przy kapliczce, usłyszała głos wołający ją: „Przyjdź... przyjdź dzisiaj. Przez cały rok nie będziesz mogła wrócić”. Mimo przerażenia weszła do kaplicy, gdzie z obrazu przedstawiającego Wniebowzięcie NMP usłyszała głos mówiący: „Odmów trzy Zdrowaś Maryjo na cześć trzech dni, które spędziłem w grobowcu”. Kiedy wróciła do domu, jeszcze tego samego dnia zachorowała. Karmni, w czasie objawień 45-letnia, dopiero po 2 latach podzieliła się tym doświadczeniem z spowiednikiem oraz z przyjacielem i sąsiadem Francesco Portellim. Sąsiad twierdził, że słyszał podobne głosy. Wkrótce matka mężczyzny została cudownie uzdrowiona za wstawiennictwem Maryi. Biskup Pietru Pace został poinformowany o wydarzeniach. Po rozmowie z Karmni i Francesco uznał niebiańskie pochodzenie głosu.
Wieść o cudownych wydarzeniach rozeszła się po Gozo i Malcie. Kaplica, dotąd opuszczona, stała się maryjnym sanktuarium, do którego udawały się liczne pielgrzymki. Ich skala skłoniła władze kościelne do budowy nowej świątyni. W 1920 wmurowano kamień węgielny pod bazylikę pw. Najświętszej Maryi Panny z Ta’ Pinu. Mistyczka nie doczekała jej otwarcia. Bazylika jest popularnym celem pielgrzymek.
Zgodnie z zapowiedzią Karmni Grima przez rok nie mogła wrócić do kaplicy z powodu choroby. Ostatnie 15 lat życia spędziła w łóżku. Umiała czytać i pisać. W kaplicy prowadziła modlitwy do Matki Bożej, część z nich ułożyła.

## Upamiętnienie
Dom, w którym mieszkała Karmni Grima, istnieje do dziś i został przekształcony w muzeum. Upamiętnia mistyczkę, ale i ilustruje maltański folklor wiejski.